# In Walked Mary
In Walked Mary er en amerikansk stumfilm fra 1920 af George Archainbaud.

## Medvirkende
- June Caprice som Mary Ann Hubbard
- Thomas Carrigan som Dick Allison
- Stanley Walpole som Wilbur Darcey
- Vivienne Osborne som Betsy Caldwell
- Frances Miller som Mammy